# تفاحي يمني
 التُفاحي اليمني (الاسم العلمي: Linaria yemenensis) هو طائر من عائلة شرشوريات يستوطن اليمن والسعودية. مواطنه الطبيعية تشتمل على أراضي الشجيرات.

## وصلات خارجية
"Carduelis yemenensis